# 대행동
《대행동》(城市特警, The Big Heat)은 홍콩에서 제작된 두기봉 감독의 1988년 액션 영화이다. 왕조현 등이 주연으로 출연하였고 서극 등이 제작에 참여하였다.

## 출연

### 주연
- 왕조현
- 이자웅

### 조연
- 서극
- 주강
- 주문건
- 곽부성
- 곽진봉
- 장요양
- 황연몽
- 노경화
- 옹세걸
- 맥취란
- 구운파
- 여훤

## 개봉
대행동은 1988년 9월 22일 홍콩에서 개봉되었다.